# Mercer County (Ohio)
 For alternative betydninger, se Mercer County. (Se også artikler, som begynder med Mercer County)
Mercer County er et county i den amerikanske delstat Ohio. Amtet ligger i den vestlige del af delstaten, og det grænser mod Van Wert County i nord, Auglaize County i øst, Shelby County i vest og mod Darke County i syd. Amtet grænser desuden op imod delstaten Indiana i vest.
Mercer Countys totale areal er 1.226 km², hvoraf 26 km² er vand. I 2000 havde amtet 40.924 indbyggere.
Amtets administration ligger i byen Celina.
Amtet blev grundlagt i 1820 og har fået sit navn efter general Hugh Mercer, som deltog i den amerikanske uafhængighedskrig.

## Demografi
Ifølge folketællingen fra 2000 boede der 66,217 personer i amtet. Der var 14,756 husstande med 11,022 familier. Befolkningstætheden var 34 personer pr. km². Befolkningens etniske sammensætning var som følger: 98.44% hvide, 0.10% afroamerikanere, 0.26% indianere, 0.29% asiater,  0.34% af anden oprindelse og 0.56% fra to eller flere grupper.
Der var 24,578 husstande, hvoraf 37.10% havde børn under 18 år boende. 64.10% var ægtepar, som boede sammen, 7.40% havde en enlig kvindelig forsøger som beboer, og 25.30% var ikke-familier. 22.70% af alle husstande bestod af enlige, og i 10.80% af tilfældende boede der en person som var 65 år eller ældre.
Gennemsnitsindkomsten for en husstand var $42,742 årligt, mens gennemsnitsindkomsten for en familie var på $50,157 årligt.